# Kultura ceramiki sznurowej

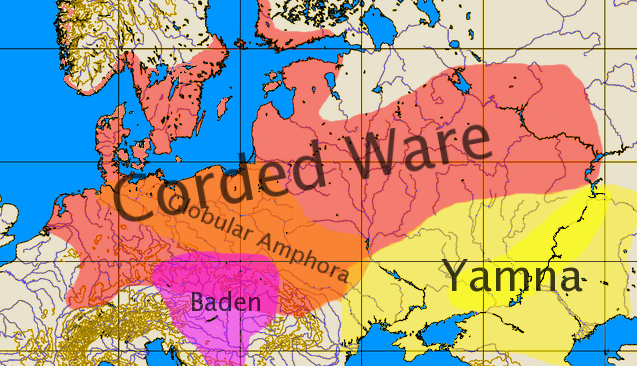
Obszar występowania kultury ceramiki sznurowej (ang. Corded Ware), kultura badeńska kolor fioletowy (ang.Baden), III tys. p.n.e, kolor żółty kultura grobów jamowych

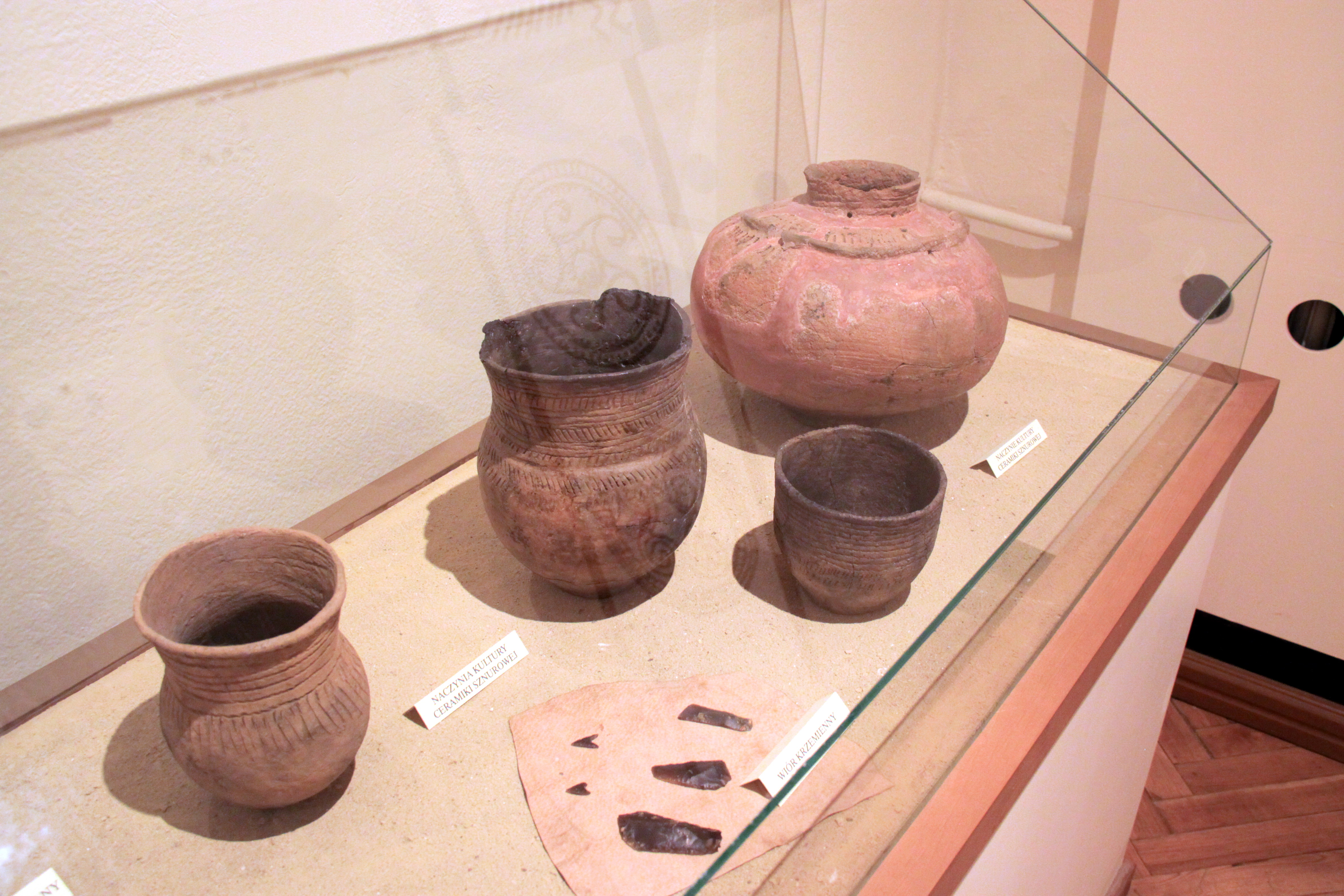
Naczynia Kultury ceramiki sznurowej znalezione w Pełczyskach, eksponowane w Pałacu Wielopolskich w Chrobrzu

Kultura ceramiki sznurowej – archeologiczna kultura epoki eneolitu z kręgu kultur naddunajskich datowana na III tysiąclecie p.n.e.

## Kryteria wydzielenia
Kulturę ceramiki sznurowej wyodrębniono początkowo na podstawie charakterystycznego sposobu zdobienia ceramiki za pomocą odciśniętego sznura, od którego przyjęła nazwę. Dawniej nosiła ona nazwę kultury toporów bojowych ze względu na dużą ilość toporów znajdowanych w grobach.
Obecnie za główny wyróżnik tej kultury uważa się cmentarzyska, na których znajdują się groby szkieletowe jednostkowe, w których zmarli układani byli na boku, a ich ciała czasem posypywane były ochrą. Groby te często przykryte są kurhanami o charakterystycznej konstrukcji. Na stanowiskach tej kultury znajduje się toporki przypominające odwróconą dnem do góry łódź, puchary esowate i baniaste amfory. Naczynia zdobione odciskiem sznura, jako znacznik, mogą być cechą zawodną, gdyż zdobienie sznurem wykorzystywane było też przez inne kultury neolityczne funkcjonujące w tym samym czasie.

## Zagadnienia etniczne
Kultura ta odgrywa istotną rolę w rozważaniach nad pochodzeniem Praindoeuropejczyków, ponieważ wykazuje ona silne powiązania z niewątpliwie już indoeuropejskimi kulturami z epoki brązu.
DNA ludzi tej kultury częściowo pokrywa się z DNA ludzi z kultury grobów jamowych z możliwym udziałem nurtu kurhanowego kultury pucharów dzwonowatych (na podstawie znalezisk R1a z Eulau sprzed 4600 lat). Porównywanie tylko znalezisk archeologicznych błędnie stwierdza, że były to odrębne grupy ludności.
Na możliwe związki ekspansji kultury ceramiki sznurowej i ekspansji podhaplogrupy mtDNA U4a2 wskazywał Grzybowski. Otrzymane oznaczenia DNA sugerują udział ludności ze stepów czarnomorskich, południowego pobrzeża Bałtyku (lub z terenów Białorusi), kultury trypolskiej oraz miejscowej ludności w procesie tworzenia kultury ceramiki sznurowej.

## Chronologia, geneza i zanik
Kultura ceramiki sznurowej rozwijała się w różnych obszarach od około 3100 r. p.n.e. / 2900 r. p.n.e. do około 2300 r. p.n.e. / 1800 r. p.n.e. W latach 80. XX wieku najstarsze stanowiska datowane metodą 14C znane były z obszaru byłej NRD, Kujaw i zach.Ukrainy. Obecnie brak możliwości ustalenia obszaru, na którym cechy prezentowane przez kulturę ceramiki sznurowej rozwinęły się najwcześniej (prawdopodobnie najwcześniej zespoły zaliczane do kultury ceramiki sznurowej pojawiły się na zach.Ukrainie, w Polsce pd.wsch.i na Kujawach). Wczesna faza sznurowego kręgu kulturowego charakteryzuje się grobami szkieletowymi, często pod kurhanami wyposażonymi w amfory, puchary, wióry oraz topory kamienne gładzone (związane to z koncepcją istnienia tzw.horyzontu paneuropejskiego ceramiki sznurowej; problemem nikła liczba znalezisk z najwcześniejszej fazy). Ludność kultury ceramiki sznurowej opanowała tereny zajmowane wcześniej m.in.przez kultury pucharów lejkowatych i amfor kulistych. W wyniku procesu akulturacji ludności nastąpił rozpad wczesnej kultury ceramiki sznurowej na szereg kultur zróżnicowanych pod względem kultury materialnej, obrządku pogrzebowego i gospodarki (możliwe istnienie dużego zróżnicowania już w najwcześniejszej fazie, wynikającego z różnej genezy poszczególnych zespołów).

## Obszar występowania i kontekst kulturowy
Zjawiska charakterystyczne dla kultury ceramiki sznurowej możemy znaleźć na terenie rozciągającym się od południa Skandynawii aż po Alpy i wschodnie Karpaty pomiędzy Renem a środkową Wołgą (najdalej na wschód położoną i zaliczaną do cyklu kultur sznurowych jest grupa bałanowska kultury fatianowskiej). W Polsce największe skupiska obserwujemy na Śląsku, Kujawach oraz w południowej i południowo-wschodniej Małopolsce. Kultura ta rozwijała się na terenach zajmowanych wcześniej przez kulturę pucharów lejkowatych i kulturę amfor kulistych. Kultura ceramiki sznurowej uzyskała też znaczący wpływ na istniejące już wcześniej kultury (zespoły grobowe typu Złota/kultura złocka i na kulturę rzucewską).

## Charakterystyczne wytwory kulturowe
Najbardziej charakterystycznym wyróżnikiem tej kultury jest ceramika. Najczęściej występujące formy to puchary o esowatym profilu, amfory o baniastym brzuścu, dzbanki, miski i kubki a w późniejszych fazach również puchary moździerzowate i doniczkowate. Naczynia zdobiono, w ich górnych partiach, poziomymi odciskami sznura lub rytymi liniami. Amfory zdobiono pionowymi liniami od szyjki do wydęcia brzuśca.
Wyroby kamienne kultury ceramiki sznurowej reprezentowane są głównie przez topory bojowe ze zwisającymi ostrzami i obuchami w kształcie odwróconego czółna.
Wyroby krzemienne to przede wszystkim siekierki, sztylety liściowate, groty strzał i oszczepów. Typową ozdobą były naszyjniki z kłów zwierzęcych. W części grup występowały liczne wyroby z bursztynu.

## Osadnictwo
Charakterystyczną cechą tej kultury jest prawie całkowity brak osad, poza południową częścią. Głównie odnajdowane są ślady krótkotrwałych obozowisk, szałasy i ziemianki.

## Obrządek pogrzebowy
Wyróżnić możemy dwa typy pochówków: w grobach płaskich i kurhanach. Dominują pochówki pojedyncze. Zmarłych chowano w pozycji skurczonej na boku. Mężczyzn chowano na prawym a kobiety na lewym boku. Ciała najczęściej układano na linii wschód-zachód. Groby te charakteryzuje też obecność palisad i konstrukcji kamiennych. Obok jam grobowych, pod nasypami, występują szczątki ofiar składanych ze zwierząt (świń, psów). Groby często wyposażano w naczynia, najczęściej puchary o esowatym profilu oraz amfory z niską szeroką szyją i dwoma uchami. Ponadto w grobach mężczyzn znajdujemy broń – najczęściej topory kamienne. Rzadko spotykamy pochówki wielokrotne czy ciałopalne.

## Gospodarka
Znaleziska na terenie Europy wskazują na intensywne zajmowanie się rolnictwem przez ludność kultury ceramiki sznurowej a co za tym idzie, na osiadły tryb życia. Na niektórych terenach możemy zaobserwować zagęszczenie osad na terenach ziem lessowych co sprzyjało uprawie zboża. Na terenie Niemiec, Holandii i Danii znaleziono ślady użytkowania radła. Obala to teorię, popularną do niedawna, która mówi o tym że ludność kultury ceramiki sznurowej głównie zajmowała się pasterstwem i prowadziła koczowniczy tryb życia (jednak w najwcześniejszym okresie ten typ gospodarki mógł dominować).
Do rolniczych kultur zaliczono również:
- kultura ceramiki wstęgowej rytej
- kultura badeńska
- kultura lendzielska
- kultura pucharów lejkowatych
- kultura amfor kulistych
- kultura ceramiki promienistej
- kultura pucharów dzwonowatych